# Iphimedia pacifica
Iphimedia pacifica is een vlokreeftensoort uit de familie van de Iphimediidae. De wetenschappelijke naam van de soort is voor het eerst geldig gepubliceerd in 1883 door Stebbing.